# 할덴슈타인역
할덴슈타인역(Haldenstein)은 스위스 그라우뷘덴주에 있는 쿠어 지자체의 북부에 있는 기차역이다. 역은 래티셰 철도의 1,000mm 미터궤 란트콰르트-투지스선의 노선 상에 있다. 스위스 연방 철도의 쿠어-로르샤흐 노선은 병렬로 운행되지만, 쿠어와 란트콰트 사이에는 중간 정류장이 없다. 역은 라인강 건너편에 위치한 할덴슈타인 지자체를 운행한다.

## 운행편
할덴슈타인은 지역 열차로 운행한다.
- 레기오익스프레스 : 디젠티스/무쉬테와 스쿠올-타라스프 사이를 매시간 운행
- 레기오 : 디젠티스/무쉬테와 스쿠올-타라스프 사이의 제한된 운행